# Fàbrica Santaló

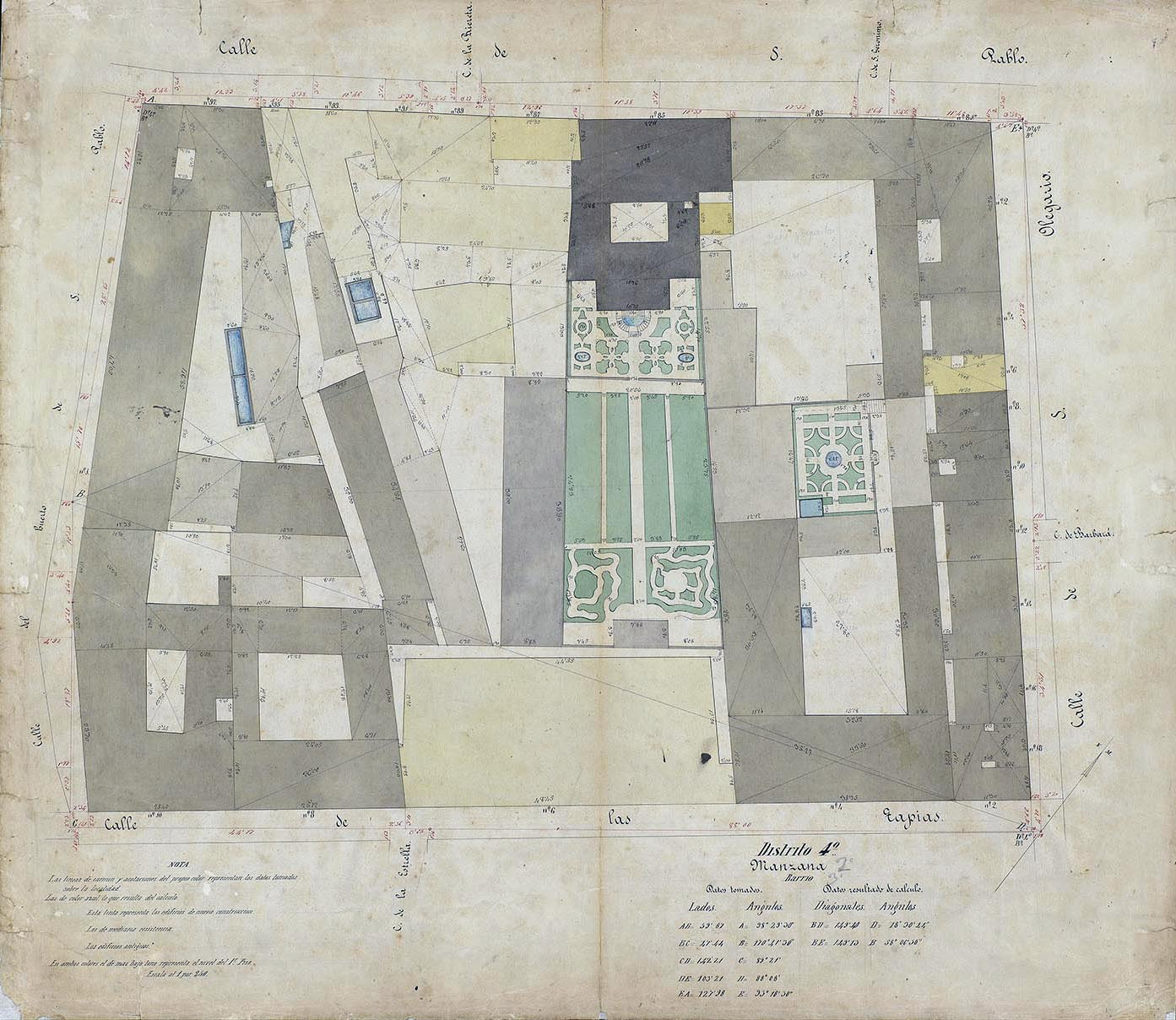
Quarteró núm. 89 de Garriga i Roca (c. 1860)

La fàbrica Santaló era un conjunt d'edificis situat als carrers de les Tàpies, 8 i de Sant Pau, 95 del Raval de Barcelona, dels quals només se'n conserva la xemeneia, catalogada com a bé amb elements d'interès (categoria C), tot i que la fitxa del Catàleg l'atribueix erròniament a la veïna casa-fàbrica Tous.

## Història
El 1797, els germans de diferent mare Pere Santaló i Nogués i Joan Santaló i Galceran, procedents de Tortellà (Garrotxa), s'instal·laren a Barcelona i fundaren la raó social Santaló Germans i Cia, dedicada a la fabricació d'indianes i interessada en la Companyia de Filats de Cotó amb una acció.
El 1802, Francesc Rodés i el seu fill Josep Rodés i Galí els van establir en emfiteusi una porció del seu hort amb front al carrer de les Tàpies i al costat del magatzem d'Antoni Nadal. Poc després, Pere Santaló va demanar permís per a construir-hi una casa-fàbrica de planta baixa i tres pisos, segons el projecte del paleta Jeroni Pedrerol. Santaló va elevar una instància a l'Ajuntament demanant que s'hi delimitessin les alineacions, i Rodés va demanar una indemnització si finalment s'obria el carrer projectat (el que va succeir a finals del segle xx), contra el que ja havia al·legat deu anys abans. D'acord amb el dictamen de l'arquitecte municipal Josep Mas i Vila, l'import total de les indemnitzacions seria de 75.000 lliures, per la qual cosa el consistori va resoldre que Santaló pogués continuar amb la seva obra.
El 1803, els Rodés van establir als germans Santaló una altra porció de terreny al redòs de la fàbrica, i també adquiriren en emfiteusi a Bonaventura Vilar, mercader al menut, una porció del seu hort. Aquell mateix any van comprar el prat d’indianes dels Magarola, que estava en fase de dissolució i en concurs de creditors, per 9.502 lliures, a compte del deute que tenien amb Erasme de Gònima.
La fàbrica fou heretada per Bartomeu Santaló i Mercader, fill de Pere Santaló i també natural de Tortellà. En el Padró General de fabricant del 1829 hi figura la companyia Bartomeu Santaló i Cia amb 17 taules de pintar, però fou liquidada el 1834. El 1835, Santaló va llogar la fàbrica als germans Pau i Carles Torrents i Miralda, que van demanar permís per a instal·lar-hi una màquina de vapor. A aquesta època correspondria la construcció d'una «quadra» de 30 m de llarg, amb dues plantes d'alçada i una estructura de pilars de fosa sobre jàsseres de fusta (solució adoptada poc abans a la veïna fàbrica de Jaume Ricart), així com una xemeneia de 120 a 130 pams d'alçada. Posteriorment, s'hi va establir el fabricant de teixits de cotó Hemeteri Camps, que el 1838 va fer instal·lar una màquina de vapor de 20 CV, substituïda el 1843 per una altra de 30 CV.
El 1842, Bartomeu Santaló va adquirir un terreny que havia estat l'escorxador del Capítol de la Catedral de Barcelona, procedent d'una subhasta de béns desamortitzats, i el va convertir en un passatge que unia la seva fàbrica amb el carrer de Sant Pau.
El 1862, el seu fill Rupert Santaló i Vinyals (1824-1872) va fer reconstruir la casa núm. 95 d'aquest carrer, que donava accés al passatge, amb planta baixa i entresol, segons el projecte del mestre d'obres Felip Ubach. El 1866, la fàbrica estava llogada al fabricant de filats de cotó Camil Roig, que va demanar permís per a enderrocar la façana meridional de la nau interior paral·lela al carrer de les Tàpies i eixamplar-la en direcció al pati, segons el projecte del mestre d'obres Antoni Valls i Galí. El 1868, Gabriel Monlau, propietari del taller de construcció de maquinària establert al passatge que donava al carrer de Sant Pau, va demanar permís per instal·lar-hi una màquina de vapor, segons el projecte de l'enginyer industrial Fabià del Villar. En la resolució de l’expedient es va dictaminar que l'alçada de la xemeneia hauria d’ésser de 146 pams sobre el nivell del carrer. El mateix any, el propietari Rupert Santaló va presentar una sol·licitud per tal de legalitzar les dues calderes de vapor de les instal·lacions de Camil Roig, segons els plànols de l'enginyer Joan Vigo i Soler.
El 1983, amb l'aprovació inicial del PERI, que afectava aquest conjunt com a zona verda, l'Ajuntament va decidir enderrocar-lo, conservant-ne només la xemeneia. Se'n va recuperar cinc telers de fusta, dos dobles i tres senzills, dels quals un d'ells va ser restaurat i dipositat al Museu de la Indumentària.

## Descripció
L'edifici principal, amb façana al carrer de les Tàpies, s'organitzava al voltant d'un pati central. Al redós d'aquest hi havia una altra nau i un pati on s'alçava la xemeneia, comunicat amb el carrer de Sant Pau a través d'un passatge, a la banda dreta del qual es disposaven sengles naus.